# Jampa Kalden Aukatsang
Jampa Kalden (tibétain : བྱམས་པ་སྐལ་ལྡན, Wylie : byams pa skal ldan) aussi appelé Jampa Kalden Aukatsang (tibétain : བྱམས་པ་སྐལ་ལྡན་དབུ་དཀར་ཚང, Wylie : byams pa skal ldan dbu dkar tshang, 1922 Chamdo -  25 décembre 2012) est un militaire et homme politique tibétain.

## Biographie
Jampa Kalden est né dans le district de Tsawa Dzokhang à Chamdo en 1922.
En 1931, alors qu'il a neuf ans il fait un pèlerinage de trois mois à pied de son lieu de naissance à Lhassa. Sa famille rend visite à Tsawa Jampa Thaye, un parent et moine de Séra qui demande à ses parents de l'inscrire à Sera Jey. Jampa Kalden reste à Séra pendant huit ans, où il devient moine et assistant de son maître Jampa Thaye qui convainc les dirigeants de Séra de l'envoyer en 1939 au monastère de Chamdo pour y créer une école de dialectique. Jampa Kalden escorte jusqu'à Chamdo, à pied, Jampa Thaye, à cheval. Pendant neuf ans, il apprend par lui-même à lire, à écrire et compter et est l'assistant de son maître qui meurt en novembre 1948 à 57 ans.
À la veille de l'Intervention militaire chinoise au Tibet en 1950, le gouvernement tibétain nomme comme gouverneur du Kham Ngabo Ngawang Jigme à la place de Lhalu Tsewang Dorje, un élève de Guéshé Jampa Dhaye, et un ami de Jampa Kalden qui l'escorte pendant 12 jours à cheval jusqu'à Lho Dzong, au nord de Chamdo. Les Tibétains attaquent l'armurerie de Sipathang et pillent les armes à feu et les munitions avant de l'incendier. Jampa Kalden parvient à en prendre quelques-unes, qu'il remet aux résistants tibétains de Dergué.
Les Chinois se présentent sous des intentions pacifiques, déterminés à préserver le mode de vie tibétain et conduisent notamment un projet de magasin coopératif populaire et de construction de routes présidé par Ngabo. Jampa Kalden travaille au magasin de 1951 à 1952 en tant que représentant du monastère de Chamdo. Il apprend le chinois et se forge une réputation de leader compétent. Se méfiant des intentions chinoises, en 1952, il rejoint Lhassa où il devient un homme d'affaires, activité pour laquelle il se rend fréquemment en Inde. 
Les intentions de la Chine deviennent évidentes quand il apparaît que la construction de routes facilite l'occupation du Tibet, un objectif atteint en 1955 quand la route relie le Sichuan à Lhassa. Des réformes sont imposées aux Tibétains et une rébellion éclate à Dergué en 1954. Des hommes d'affaires Khampa et de l'Amdo collectent des fonds pour offrir un trône d'or serti de joyaux au dalaï-lama lors de l'initiation du Kalachakra en avril 1956, une occasion qui leur permit de discuter la création du Chushi Gangdruk. Jampa Kalden, représentant Chamdo, participe à cette étape de la fondation de l'organisation.
Il revient à Chamdo en 1956 où il travaille pour le monastère de Chamdo et crée une petite entreprise. Mais, les autorités chinoises ayant appris ses liens à Lhassa avec le Chushi Gangdruk, ses voyages en Inde et l'envoie d'armes aux résistants de Dergué, le convoquent. On lui laisse quelques jours avant de l'emmener à Chengdu. Craignant qu'on ne l'y arrête, il fuit Chamdo avec ses deux neveux en octobre 1958. Près de Lhari Go, des soldats chinois tirent sur eux. Deux musulmans de Xining avec lesquels ils voyageaient sont tués, et deux autres arrêtés. Jampa Kalden et ses neveux s'échappent et rejoignent Lhassa où ils assistent au Mönlam et à l'obtention du diplôme de guéshé par le dalaï-lama, le 2 mars 1959.

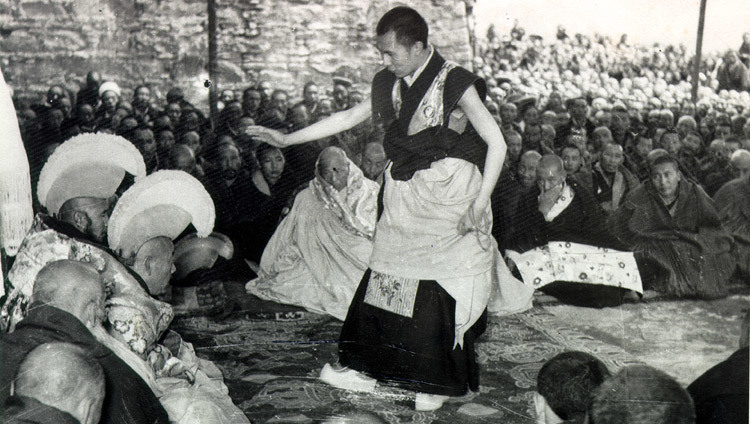
Le 2 mars 1959 se tient l'examen final du dalaï-lama au temple de Jokhang, à Lhassa.

Jampa Kalden compare Lhassa en 1959 à Chamdo à la veille de l'intervention militaire chinoise de 1950. Les Chinois y érigent des casernes et des clôtures. Des soldats armés de l’Armée populaire de libération se positionnent au sommet de nombreux bâtiments. La ville sous tension voit le soulèvement tibétain de 1959 déclenché par le rumeur d'un plan chinois visant à kidnapper le dalaï-lama. Jampa Kalden, en tant que représentant de Chamdo, participe aux réunions au Norbulingka organisés par le gouvernement tibétain qui invite des représentants de différents groupes. De responsables gouvernementaux, trois représentants de chacune des trois provinces, des trois armées tibétaines (Drapchi, Kusung et Gyantsé) et des trois monastères (Séra, Drépung et Ganden) se réunissent pour trouver une solution pacifique. Un groupe dirigé par Tsarong se réunie régulièrement à l'imprimerie de Lhassa et rencontre le dalaï-lama. Surkhang et Lhalu assiste à certaines réunions. Jampa Kalden participe en tant que représentant du Kham. 
Il rejoint la défense du Norbulingka. Avec d'autres volontaires, il y prend des armes et des munitions et établit une position de défense sous le Chakpori où ils combattent contre les Chinois pendant deux nuits. En infériorité numérique et en armes, ils tentent de traverser le Kyichu mais sont presque tous tués par les tirs de mitrailleuses chinoises. Jampa Kalden est blessé et capturé. Il est envoyé dans un camp de travaux forcés à l'usine Nachen-drak mais s'enfuit en Inde en 1960.
Après son exil en 1960, il travaille au ministère de la sécurité et au Ministère de l'Information et des Relations internationales du gouvernement tibétain en exil.
En 1962, il est nommé à la tête du Special Frontier Force et y travaille jusqu'en 1976.
Il est ensuite nommé secrétaire du ministère de la sécurité et y travaille jusqu'au 23 mars 1987. Après sa retraite, il reste à Herbertpur (en) près de Dehradun dans le nord de l'Inde.
Sa fille Youdon Aukatsang et son fils Kaydor Aukatsang publient en 2014 une biographie de leur père Jampa Kalden évoquant sa vie de moine novice au monastère de Séra à Lhassa, son engagement dans la résistance tibétaine du Chushi Gangdruk et son exil en Inde.
Jampa Kalden Aukatsang est l'auteur d'une autobiographie publiée en 2015.